# IX wiek
VIII wiek <> X wiek
801 802 803 804 805 806 807 808 809 810 811 812 813 814 815 816 817 818 819 820 821 822 823 824 825 826 827 828 829 830 831 832 833 834 835 836 837 838 839 840 841 842 843 844 845 846 847 848 849 850 851 852 853 854 855 856 857 858 859 860 861 862 863 864 865 866 867 868 869 870 871 872 873 874 875 876 877 878 879 880 881 882 883 884 885 886 887 888 889 890 891 892 893 894 895 896 897 898 899 900

## Wydarzenia, które przeszły do historii
- epoka renesansu karolińskiego

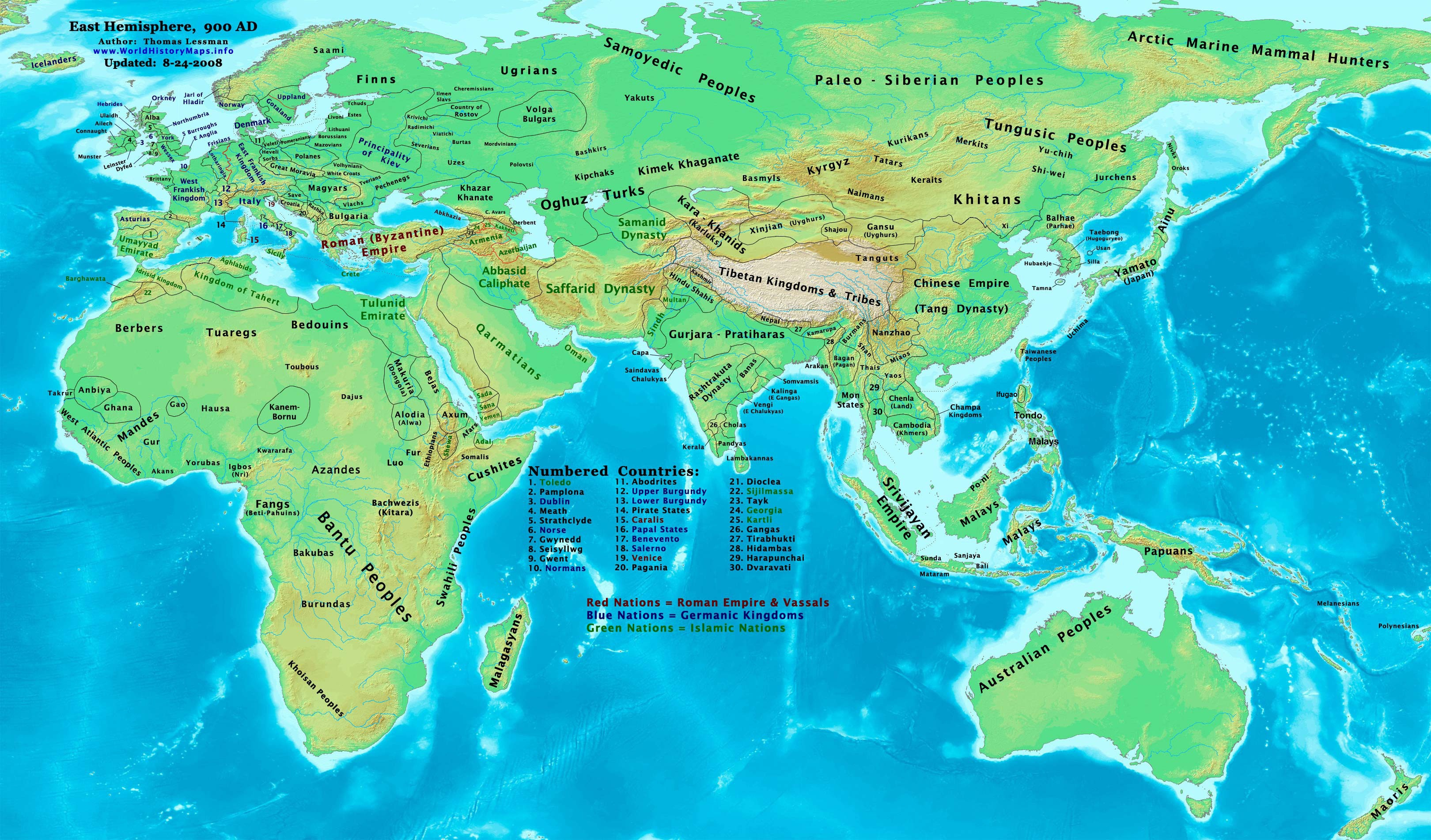
Mapa świata w 900 roku

- pozostałości latarni morskiej na Faros koło Aleksandrii przerobiono na meczet
- pierwsze komercjalne apteki w świecie muzułmańskim
- ok. 800 – w klasztorach Irlandii powstał słynny manuskrypt Księga z Kells (inny znany manuskrypt Księga z Armagh powstał w latach 807-809)
- 800–814 – panowanie cesarza Karola Wielkiego
- 803 – śmierć pierwszej cesarzowej bizantyńskiej Ireny, która przywróciła kult świętych obrazów
- 809 – powstał pierwszy szpital w tym rejonie, założony przez Harun ar-Raszida w Bagdadzie
- 814–817 – Bułgarzy oblegają Konstantynopol
- ok. 820
  - regularne ataki wikingów na Europę Wschodnią
  - powstanie Państwa wielkomorawskiego
- 826 – chrzest Danii
- 827
  - Arabowie zdobywają Sycylię
  - Egbert, król Wesseksu zjednoczył kraj i utworzył królestwo anglosaskie
- 831 – pierwszy kościół na ziemi szwedzkiej
- 835 – wydanie pierwszej bulli odnoszącej się do osiedli chrześcijańskich w Islandii i Grenlandii
- 837 – kometa Halleya znajduje się najbliżej Ziemi w całej swojej historii
- 841
  - założenie Dublina
  - Lotar I pokonany przez połączone wojska swoich 2 braci w bitwie pod Fontenoy-en-Puisaye
- 843
  - Traktat w Verdun (podział państwa Karola Wielkiego na 3 części). Początki Francji, Niemiec i Włoch
  - powstało Królestwo Alby – utworzone przez Kennetha I McAlpina ze związku Piktów i Szkotów (Dalriada)
- 845 – złupienie Hamburga przez wikingów
- 846 – arabscy piraci szturmują i łupią Watykan. Papież Sergiusz II musi chronić się w Zamku św. Anioła (dawne Mauzoleum Hadriana)
- 851
  - wikingowie plądrują Londyn
  - pierwsze porcelanowe czarki do picia (Chiny)
- 855 – Lotar podzielił państwo Franków pomiędzy 3 synów, którzy nie pozostawili męskich potomków
- 858 – początek pontyfikatu Mikołaja I Wielkiego
- po 860
  - misja chrystianizacyjna Cyryla i Metodego na ziemiach słowiańskich. Powstanie cyrylicy
  - wikingowie pod wodzą Ruryka zakładają państwo ruskie w dolinach Dniepru
  - u brzegów Islandii pojawiły się pierwsze okręty wikingów
- 865 – chrzest Bułgarii w obrządku wschodnim (Borys I Michał)
- 867 – patriarcha Konstantynopola Focjusz zrywa związki między Kościołem Wschodnim a Zachodnim (schizma Focjusza)
- 868 – w Chinach powstała księga z tekstem Diamentowej Sutry, która jest obecnie uważana za najstarszą, zachowaną do dziś, drukowaną książkę
- 870
  - podział środkowej części byłego cesarstwa Karola Wielkiego pomiędzy Francję i Niemcy
  - w Islandii założono pierwsze osiedle skandynawskie
- 871 – Alfred Wielki rozpoczyna panowanie jako pierwszy król Anglosasów
- 874 – Serbia przyjęła chrześcijaństwo w obrządku wschodnim (utrwalenie wpływu kultury bizantyńskiej)
- 877 – wiking Gunnbjörn Ulfsson dopłynął do wsch. wybrzeża Grenlandii i odkrył wyspy, nazwane później jego imieniem
- 880 – początek rosnącej emigracji do Islandii
- 885 – wikingowie plądrują Paryż
- 897 – Synod Trupi w Rzymie
- w Chinach wydawano gazetę urzędową, dziennik King-Pao, zawierającą: obwieszczenia, rozporządzenia i okólniki cesarza i różnych urzędów państwowych, w 2 wersjach: pisanej i drukowanej (prawdopodobnie najstarsza gazeta na świecie).

## Ważne wydarzenia w historii Polski
- 801–850 – powstanie pierwszej osady otoczonej palisadą (Kraków)
- II połowa IX wieku – władzę w Państwie Polan przejmuje dynastia Piastów i rozpoczyna podbój okolicznych plemion
- Założono osadę Płock. Współcześnie jedno z najstarszych miast w Polsce na prawie niemieckim